# Isla San Lorenzo (Perú)
La isla San Lorenzo está situada frente a las costas del Callao, en el Perú. Fue incorporada por el presidente Andrés Avelino Cáceres al territorio de la Provincia Constitucional del Callao por ley dictada el 18 de noviembre de 1899. 
San Lorenzo siempre estuvo despoblada aunque en la actualidad existe allí una base naval de la Marina de Guerra del Perú.

## Geografía
Con solo ocho kilómetros de largo por 2 de ancho, y un área de 1648 ha, es la isla más grande del país. No tiene fuentes de agua y es por ello que nunca ha sido urbanizada. Cerca a ella está la pequeña isla El Frontón, de la que se encuentra separada por un canal de 800 m de ancho llamado El Boquerón, y las Islas Palomino, conocidas por sus poblaciones de lobos marinos. Su punto más alto es el Cerro La Mina con 396 m. de altitud.

## Historia
La isla nunca tuvo ocupación humana permanente debido a la falta de lluvias y a la ausencia de fuentes de agua dulce. Fue visitada constantemente por habitantes del Antiguo Perú quienes la usaron como cementerio. De hecho en la mitología de la antigua costa central peruana las islas marinas estaban relacionadas con la vida de ultratumba. La isla fue parte importante en varias etapas de la historia peruana colonial, y durante la consolidación de la independencia del Perú y la guerra Hispano-Sudamericana.
Durante los tiempos virreinales, desde sus canteras se extrajeron las piedras que fueron usadas para construir diversas edificaciones como el antiguo Presidio del Callao y la Fortaleza del Real Felipe. También fue, a veces, base de operaciones de varios piratas ingleses y holandeses que asaltaron El Callao, como Francis Drake y Jacob Clerk respectivamente. Este último falleció de disentería junto a algunos de sus hombres y fue enterrado en la isla.
En 1866, ya en tiempos republicanos, la Armada Española se replegó a San Lorenzo tras combatir contra las fuerzas peruanas en el Combate del Callao, el 2 de mayo. Allí los españoles repararon sus naves y enterraron a sus muertos antes de dejar las costas peruanas.

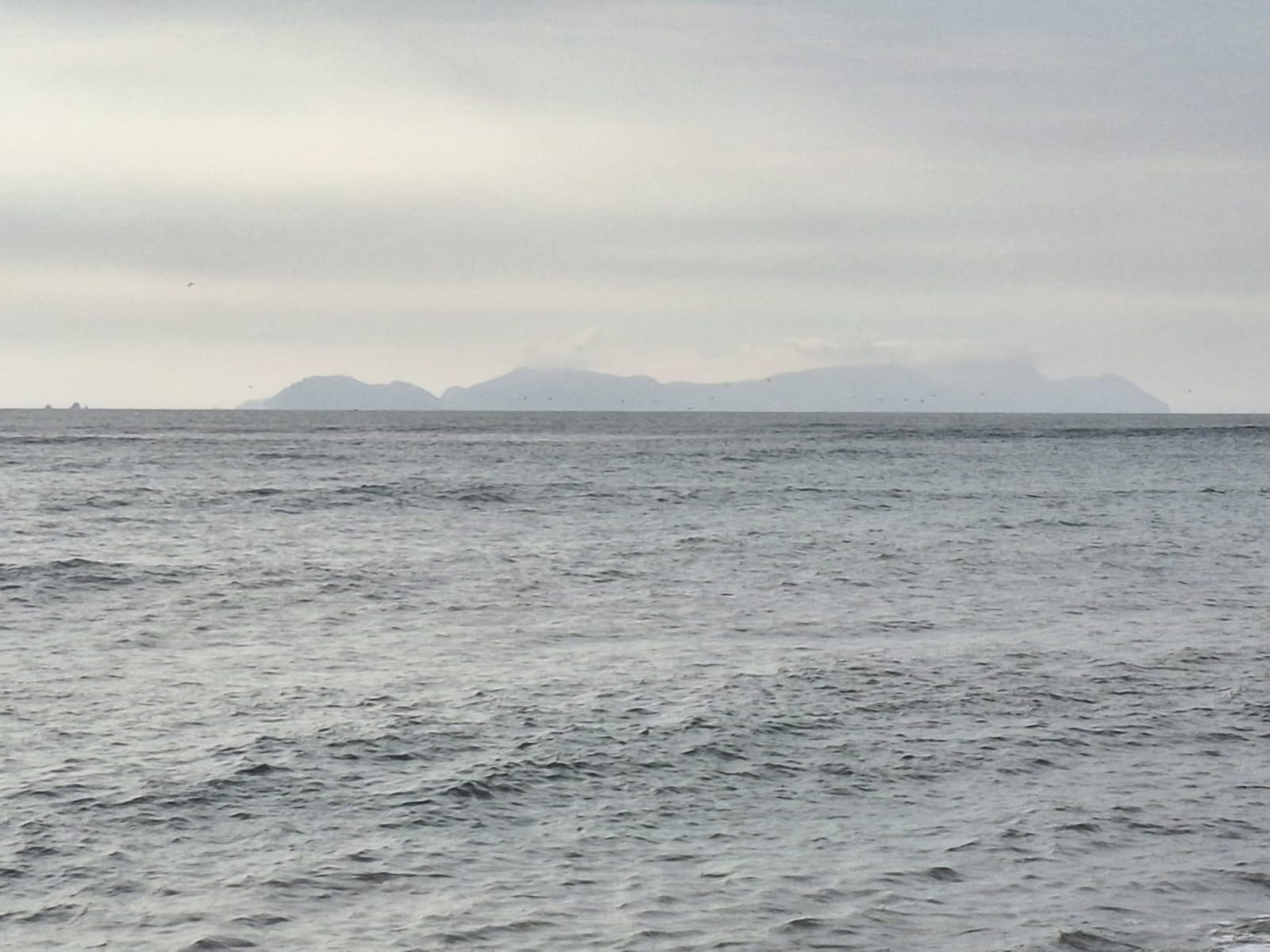
Imagen de la Isla San Lorenzo tomada desde Barranco - Lima - Perú.

Charles Darwin exploró la isla en 1835 observando su geología y naturaleza. Posteriormente, entre 1906 y 1907, el arqueólogo alemán Max Uhle realizó las primeras excavaciones en el extremo sur de la isla hallando objetos de metal y fardos funerarios en el cementerio prehispánico de Caleta de la Cruz que corresponderían a finales del Intermedio y Horizonte Tardío (900-1,532 d. C.).
En 1912 el presidente Guillermo Billinghurst planteó la posibilidad de construir un dique que una al Callao con la isla, realizándose un primer estudio elaborado por el ingeniero holandés J. Kraus en 1914. En 1958 nuevamente fue planteada la propuesta por la firma danesa Christian & Nielsen quienes elaboraron un proyecto que comprendía el traslado a la isla del puerto pesquero y la creación de un nuevo muelle comercial. El proyecto no llegó a concretarse por problemas financieros, la carencia de agua potable y el impacto que ocasionaría sobre la fauna de la isla.
En la primera mitad de la década de 1990, la base naval situada en la isla sirvió de cárcel temporal a los entonces recientemente capturados líderes de los grupos terroristas Sendero Luminoso y MRTA (Abimael Guzmán y Víctor Polay Campos, respectivamente) mientras se construían cárceles de máxima seguridad para recibirlos.
En febrero del 2010 el Instituto Nacional de Cultura declaró como Patrimonio Cultural de la Nación a veinte monumentos arqueológicos existentes en la isla.